# Eugène van der San
Eugène van der San is een Surinaams ambtenaar en politicus. Hij was parlementslid tijdens het militaire regime in de jaren 1980. Ook heeft hij als onderdirecteur en directeur van Binnenlandse Zaken gefungeerd. Daarna was hij van 2010 tot de regeringswisseling in 2020 directeur van het Kabinet van de President. In 2017 was hij kortstondig minister van Justitie en Politie.

## Biografie

### Ambtenaar
Van der San maakte carrière op het ministerie van Binnenlandse Zaken in de functies van hoofd Algemene Zaken, secretaris, adjunct-directeur en directeur.

### Assembléelid voor Asfa
Ondertussen pleegde Desi Bouterse in 1980 de Sergeantencoup, waarmee de Staten van Suriname werden opgeheven. Toen in 1985 weer een nieuw parlement werd opgezet, onder de naam De Nationale Assemblée, nam Van der San er als adjunct-directeur zitting in, uit naam van de werkgevers (Associatie van Surinaamse fabrikanten, Asfa). Naar eigen zeggen zou hij na de Telefooncoup van 1990 door vicepresident Henck Arron zijn gevraagd om de parlementsverkiezingen van 1991 te leiden vanuit de functie van minister van Binnenlandse Zaken. Dit verzoek zou toen gesteund zijn door zowel parlementsvoorzitter Jagernath Lachmon als Bouterse en Henk Herrenberg. Hij zou dit aanbod toen geweigerd hebben omdat hij zichzelf vanwege zijn karakter niet geschikt achtte.

### Vertrouweling Bouterse
Toen Bouterse in 2010 aantrad als president van Suriname benoemde hij Van der San en Harvey Naarendorp tot de nieuwe directeuren van het Kabinet van de President. Samen met onder meer Gillmore Hoefdraad (CBvS) en Errol Alibux (Raadsadviseur) haalde Van der San toen het nieuws vanwege een buitengewoon hoog salaris als overheidsfunctionaris (3200 euro per maand, tegenover een modaal Surinaams inkomen van 350 euro). Van der San bouwde een naam op als onvoorwaardelijk vertrouweling van Desi Bouterse. In 2017 werd hij benoemd tot minister van Justitie en Politie, als opvolger van Jennifer van Dijk-Silos. Enkele weken later pakte hij hard uit tijdens vreedzame anti-regeringsprotesten in Paramaribo. Hij zette de mobiele eenheid in en liet de leiders van de protesten oppakken. Twee maanden na zijn aantreden werd hij uit zijn ministerschap ontheven. Hierna keerde hij terug als kabinetschef van Bouterse.
Hij staat bekend om een opvliegend karakter. In 2013 kwam hij om privé-zaken in het nieuws. Toen verzette hij zich vergeefs tegen het ministerie van Onderwijs met een rechtszaak en een petitie, met de bedoeling om het cijfer van zijn eigen dochter te verhogen van een 5,45 naar een 6. Op de zittingsdag voor de krijgsraad met daarin Bouterse als hoofdverdachte van de Decembermoorden, was er een schermutseling tussen Van der San en Bouterses advocaat Irwin Kanhai. Van der San diende daarna zijn ontslag bij de president in. Bouterse weigerde het ontslag echter te aanvaarden.
In maart 2020 schold de presidentsadviseur een politieke tegenstander met grof taalgebruik uit in een openlijke brief in de Suriname Herald. De voorzitter van het Onafhankelijk Kiesbureau, Jennifer van Dijk-Silos, reageerde op Van der San's brief dat "Surinaamse politieke leiders banaal zijn" en incorrect tijdens de verkiezingscampagnes. "Zolang dit volk blijft applaudisseren voor ordinair taalgebruik van politieke leiders, zullen de leiders die taal blijven gebruiken om via het volk zetels te halen," zo luidde haar afkeuring.